# Finisterre (góry)
Finisterre (ang. Finisterre Range) – wulkaniczne pasmo górskie w Górach Nadbrzeżnych na Nowej Gwinei, w Papui-Nowej Gwinei, na zachód od półwyspu Huon. Na wschodzie graniczy z pasmem Saruwaged. Najwyższym wzniesieniem jest oficjalnie nienazwany szczyt, a przez miejscową ludność nazywany Mount Boising, o orientacyjnej wysokości 4125 m n.p.m. W paśmie znajdują się źródła dopływów rzek Markham i Ramu.